# Bulbophyllum ornatum
Bulbophyllum ornatum là một loài phong lan thuộc chi Bulbophyllum.